# Fougerolles, Indre

Fougerolles este o comună în departamentul Indre, Franța. În 1 ianuarie 2022 avea o populație de 352 de locuitori.